# Teskera
Teskera är en ort i Bosnien och Hercegovina.   Den ligger i entiteten Federationen Bosnien och Hercegovina, i den södra delen av landet, 100 km sydväst om huvudstaden Sarajevo. Teskera ligger 73 meter över havet och antalet invånare är 408.
Terrängen runt Teskera är kuperad åt sydväst, men åt nordost är den platt.Närmaste större samhälle är Ljubuški, 2,8 km nordost om Teskera. 
Runt Teskera är det ganska tätbefolkat, med 93 invånare per kvadratkilometer.